# Ferruccio Pisoni
Ferruccio Pisoni (ur. 6 sierpnia 1936 w Calavino, zm. 12 grudnia 2020) – włoski polityk i nauczyciel, wieloletni parlamentarzysta krajowy, poseł do Parlamentu Europejskiego II i III kadencji.

## Życiorys
Uzyskał wykształcenie średnie ze specjalizacją w edukacji, następnie był nauczycielem. Został przewodniczącym Federcantine (krajowego stowarzyszenia kooperatywy winnej) oraz UNAIE (unii stowarzyszeń imigrantów i emigrantów). Zaangażował się w działalność polityczną w ramach Chrześcijańskiej Demokracji. W latach 1968–1983 zasiadał w Izbie Deputowanych V, VI, VII i VIII kadencji. Od sierpnia 1979 do października 1980 pozostawał wiceministrem rolnictwa i leśnictwa w rządach Francesco Cossigi.
W latach 1972–1979 po raz pierwszy był deputowanym do Parlamentu Europejskiego. W wyborach w 1984 i 1989 zdobywał mandat europosła II i III kadencji. Przystąpił go grupy Europejskiej Partii Ludowej, od 1989 do 1994 pozostawał członkiem jej prezydium, w tym od czerwca 1990 do stycznia 1992 jako wiceprzewodniczący i od lutego 1993 do lipca 1994 jako skarbnik. Pełnił funkcję wiceprzewodniczącego Delegacji do Parlamentu Europejskiego/Wspólnej Komisji Parlamentu Portugalskiego (1985–1986), należał też m.in. do Komisji ds. Rolnictwa, Rybołówstwa i Rozwoju Wsi oraz Komisji ds. Socjalnych, Zatrudnienia i Środowiska Pracy.
Był też aktywnym działaczem i prezesem organizacji Trentini nel Mondo.